# Élections législatives bulgares d'octobre 2024
Les élections législatives bulgares d'octobre 2024 (en bulgare : Парламентарни избори в България (2024)) ont lieu de manière anticipée le 27 octobre 2024 afin d'élire les 240 députés de la 51e législature de l'Assemblée nationale pour un mandat de quatre ans.
C'est la septième fois en trois ans et demi que les électeurs bulgares se rendent aux urnes, du fait d'une scène politique à la fois polarisée autour du parti Citoyens pour le développement européen de la Bulgarie (GERB) de Boïko Borissov et fragmentée entre formations aux vues politiques différentes. Ces divergences conduisent à la tenue de trois élections successives en avril, juillet et novembre 2021, puis en octobre 2022, avril 2023 et juin 2024.
Le scrutin est rendu nécessaire par l'échec répété des partis à s'entendre pour former un gouvernement.

## Contexte

### Instabilité politique depuis 2021 et législatives de juin 2024

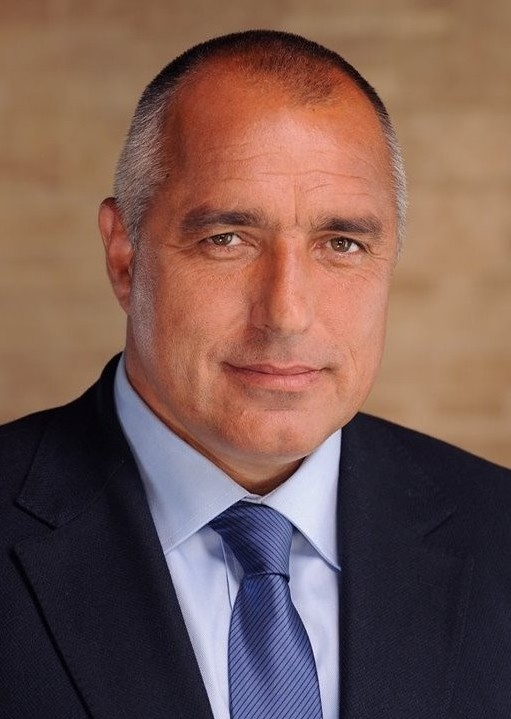
Boïko Borissov

Les précédentes élections, en juin 2024, ont lieu à la suite de la chute du gouvernement Denkov, dont la formation a un temps mis fin à la crise politique provoquée par l'échec des forces politiques à former un gouvernement à la suite des élections d'octobre 2022, consécutives à la chute du gouvernement Petkov le 22 juin. La formation de ce dernier en décembre 2021 avait mis fin à plusieurs mois de blocage politique, le pays ayant été confronté tout au long de l'année 2021 aux conséquences politiques des manifestations anti-corruption de grande ampleur à l'encontre du gouvernement de Boïko Borissov. Ces évènements polarisent fortement la scène politique bulgare, aucune des différentes formations, pour la plupart réparties entre alliées et opposantes à Borissov, ne parvenant initialement à s'entendre pour former une coalition. Les élections d'avril et de juillet 2021 sont marquées par l'entrée à l'Assemblée de nouvelles formations anti-Borissov dont Il y a un tel peuple (ITN), mais conduisent toutes deux à l'échec de la formation d'un gouvernement. Hormis le Mouvement des droits et des libertés (DPS) de la minorité turque et le parti nationaliste Renaissance, qui fait son entrée à l'Assemblée, l'ensemble des autres partis subissent des reculs, notamment Bulgarie démocratique (DB) et le Parti socialiste bulgare (BSPzB) ainsi que Citoyens pour le développement européen de la Bulgarie (GERB), de Boïko Borissov,,.
Les élections de novembre 2021 voient l'effondrement d'ITN, jugé responsable de l'échec des négociations de juillet, et l'émergence de Nous continuons le changement (PP), nouvelle formation codirigée par Kiril Petkov et Assen Vassilev qui arrive en tête du scrutin. Cette redistribution des forces aboutit finalement à la formation en moins d'un mois du gouvernement Petkov, un gouvernement de coalition réunissant Nous continuons le changement, le Parti socialiste bulgare, Il y a un tel peuple et Bulgarie démocratique. Devenu Premier ministre, Kiril Petkov bénéficie notamment du soutien du président de la République Roumen Radev, largement réélu au second tour de l'élection présidentielle de novembre 2021,,.
Le scrutin de 2022 aboutit quant à lui à une montée des forces russophiles dans le contexte de l'invasion de l'Ukraine par la Russie. Historiquement proche de la Russie, très dépendante de ses livraisons de gaz — au point d'obtenir de l'Union européenne une dérogation d'un an et demi à son embargo —, la Bulgarie voit une partie de son électorat soutenir une attitude ambiguë à l'égard de la Russie. Le président Roumen Radev se prononce publiquement contre la livraison d'armes à l'Ukraine, qu'il juge contraire à la poursuite d'un règlement pacifique du conflit, prenant ainsi une position totalement opposée à celle de Kiril Petkov. La rupture entre le président russophile et son ancien Premier ministre pro-occidental est ainsi consommée, les deux hommes autrefois alliés sur le thème de la lutte contre la corruption n'ayant pu mettre de côté leur divergences géopolitiques. Le scrutin est dominé par le clivage opposant la Russie et l'Occident, Nous continuons le changement et Bulgarie démocratique soutenant des positions fermement pro-occidentales et pro-ukrainiennes tandis que le BSP, Renaissance et Réveil bulgare se tournent plutôt du côté russe. Le GERB et le DPS sont de leur côté théoriquement pro-occidentaux mais ont été accusés de sympathies pro-russes. C'est cependant la question de la flambée des prix, notamment de l'énergie et de l'alimentation, à l'approche de l'hiver qui inquiète davantage les électeurs que les questions géostratégiques.

### Accord et formation du gouvernement Denkov

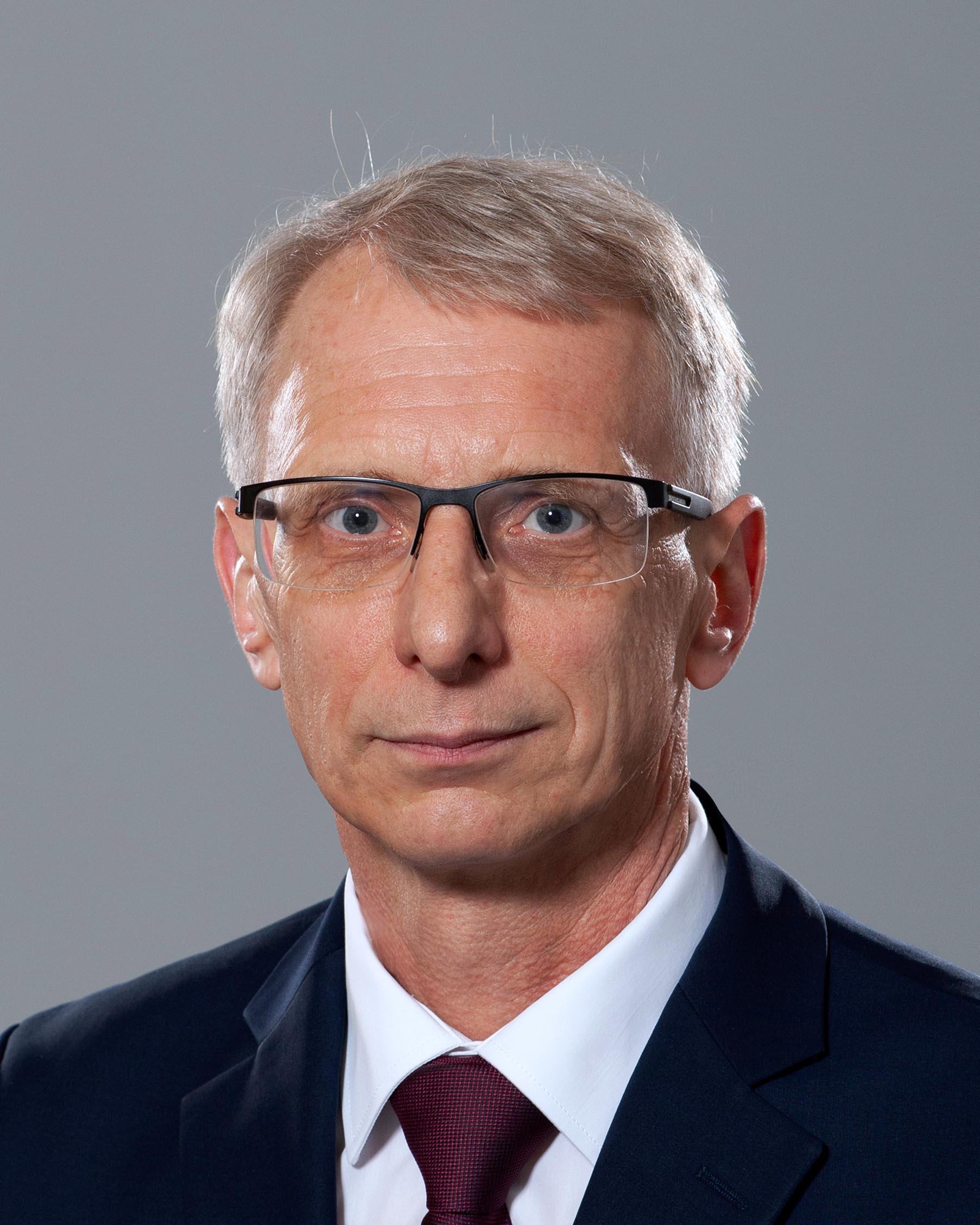
Nikolaï Denkov

La coalition menée par le GERB arrive en tête, permettant ainsi au parti de tenter en premier de former un gouvernement. Les résultats des législatives ne font néanmoins que poursuivre le blocage auquel est confronté le pays. Isolé politiquement, le GERB ne dispose toujours pas de la majorité des sièges, tandis que les autres partis sont soit catégoriquement opposé à lui, soit entre eux, rendant impossible la formation d'une coalition. Cette situation, évidente dès le soir du scrutin, s'exprime notamment par une absence de triomphalisme du GERB, pourtant théoriquement vainqueur du scrutin. Seuls à fêter leurs résultats, les nationalistes russophiles de Renaissance poursuivent leur progression ininterrompue depuis 2017, tandis qu'Il y a un tel peuple (ITN) parvient de justesse à franchir le seuil électoral, effectuant ainsi son retour au parlement,,,.
Si un sixième scrutin anticipé consécutif est immédiatement envisagé, la possibilité d'un accord entre le GERB et le PP-DB sur la formation d'un gouvernement apolitique devient pour la première fois envisageable face aux difficultés économiques que connait alors le pays. Un tel gouvernement aurait ainsi pour seule fonction de gérer la montée de l'inflation et du coût de la vie, ainsi que de faire passer un budget,.
La nouvelle législature organise sa session inaugurale le 16 avril. Après trois jours de blocage, l'assemblée finit par élire le député du GERB Rosen Zhelyazkov à sa présidence à la suite d'un accord entre le GERB–SDS et le PP-DB. Celui-ci prévoit que le contrôle de la présidence alterne entre les deux blocs tous les trois mois. Le GERB annonce le 10 mai choisir la commissaire européenne à l'Innovation Mariya Gabriel pour candidate au poste de Première ministre. Elle obtient le 15 mai le mandat de former un gouvernement du président de la République Roumen Radev,.
Après plusieurs jours d'intenses négociations entre le GERB et le PP-DB, un accord est annoncé à la surprise générale le 22 mai. L'accord prévoit la formation d'un gouvernement de coalition composé d'experts apolitiques pour une période d'au moins dix-huit mois, avec une rotation tous les neuf mois du Premier ministre et d'un vice-Premier ministre entre membres du PP et du GERB. Le DB assure quant à lui un soutien sans participation au gouvernement. Affirmant que « Nous avons tous fait beaucoup de concessions », Mariya Gabriel rend ainsi son mandat le lendemain afin de devenir la vice-Première ministre de Nikolay Denkov, ex-ministre de l'Éducation, membre du PP et doté d'un profil consensuel, qui se voit chargé de diriger le gouvernement les neuf premiers mois,.
C'est la première fois depuis le début de la crise politique initiée deux ans plus tôt qu'un parti de l'opposition à Boïko Borissov accepte de former une coalition avec le GERB. Les partis membres de l'accord justifient leur décision par le besoin de mettre fin à l'impasse politique ayant conduite à la tenue de scrutins à répétition — cinq élections en trois ans — tandis que Kiril Petkov s'excuse publiquement envers les électeurs pour ne pas avoir tenu sa promesse de ne pas négocier avec le GERB. Ce dernier aurait fourni une concession déterminante lors des négociations, Borissov acceptant finalement le principe d'un mécanisme de contrôle d'Ivan Guéchev (en), en attendant son départ forcé du poste de procureur général. Figure controversée, Ivan Guéchev est accusé depuis plusieurs années d’empêcher la poursuite des enquêtes visant les oligarques soumis à des sanctions internationales. Confronté à une nouvelle demande de démission au cours des négociations, le procureur venait d'affirmer avoir refusé en déchirant la lettre de démission qui lui était proposée. En réagissant publiquement à la tentative de le pousser à la démission lors d'une prise de parole au cours de laquelle il affirme être « victime d'une attaque politique coordonnée », suivie de l'ouverture d'une enquête sur Mariya Gabriel et Boïko Borissov, pourtant son protecteur de longue date, le procureur aurait finalement contribué à créer les conditions de son propre lachage par le GERB,.
La composition du gouvernement Denkov est annoncée le 2 juin, suivie du vote de confiance de l'Assemblée par 134 voix favorables et de son assermentation le 6 juin,. Outre la gestion des problèmes économiques urgents auxquels est confronté la Bulgarie en pleine crise inflationniste mondiale, le nouveau gouvernement est chargé de mettre en œuvre les réformes judiciaires, économiques et constitutionnelles nécessaires pour aligner le pays sur le reste des membres de l'Union européenne et atteindre notamment son objectif d'intégration de la zone euro. La participation des deux blocs rivaux au gouvernement doit par ailleurs permettre la modification de la loi électorale afin d'instaurer le vote électronique, dans le but affiché de lutter contre la fraude électorale,.

### Échec de la rotation Denkov-Gabriel en 2024
Les premières tensions entre les partenaires de coalition apparaissent en novembre 2023 après des désaccords sur le budget et les demandes du GERB d'opérer un remaniement, notamment pour remplacer le ministre des Finances. Le GERB menace ainsi de retirer sa confiance au gouvernement si ces demandes ne sont pas satisfaites.
C'est dans ce contexte que Denkov démissionne le 5 mars 2024, comme prévu par l'accord de rotation. Sa démission est acceptée dès le lendemain par le Parlement.
Le 18 mars, Mariya Gabriel est chargée de former un gouvernement. Elle présente son gouvernement dès le lendemain. Le 26 mars, les deux partenaires de coalition échouent cependant à former un nouveau gouvernement. Le jour même, alors que Gabriel rend son mandat, le PP-DB propose au GERB de partager le deuxième mandat, de choisir un Premier ministre mutuellement acceptable issu du GERB mais sans remanier le gouvernement, ce que le GERB refuse. Le PP-DB ayant annoncé qu'en cas de réponse négative du GERB, il rendra son mandat dès qu'il l'aura reçu, la perspective de nouvelles élections devient probable. Denkov rend comme convenu le mandat le lendemain dès qu'il le reçoit. Le 28 mars, le président Radev confie le troisième et dernier mandat à Il y a un tel peuple, qui rend immédiatement le mandat après l'avoir reçu, ce qui provoque la tenue de nouvelles élections.

### Gouvernement d'intérim et législatives de juin 2024
En vertu de la réforme constitutionnelle de décembre 2023, le Premier ministre du gouvernement d'intérim sera par ailleurs toujours désigné par le président de la République, mais ce dernier ne pourra choisir que parmi une liste prédéfinie de personnalités composée du président de l'Assemblée nationale, du gouverneur et des vice-gouverneurs de la banque centrale, du président et des vice-présidents de la Cour des comptes et du défenseur des droits et son adjoint,,,. Le cas échéant, le gouvernement intérimaire est choisi par le Parlement. Les pouvoirs du gouvernement intérimaire sont par ailleurs limités et l'Assemblée sortante reste en place jusqu'à l'élection de la nouvelle.
Le 30 mars, à l'issue de consultations, le président Radev charge le président de la Cour des comptes Dimitar Glavtchev de former un gouvernement intérimaire d'ici le 6 avril,.
Après le scrutin, le président de la République charge Rosen Zhelyazkov du GERB de former un gouvernement. Le 3 juillet, le Parlement refuse d'accorder sa confiance au gouvernement proposé. Boïko Borissov annonce tabler sur un nouvel échec des partis à former un gouvernement, rendant probable la tenue d'un nouveau scrutin à l'automne.
Après l'implosion du DPS entre les partisans d'Ahmed Dogan et ceux de Delyan Peevski, le PP-DB devient la seconde force parlementaire et se voit attribuer le deuxième mandat pour former un gouvernement. L'alliance rend le mandat aussitôt reçu le 22 juillet.
En cas d'échec du troisième mandat, des élections sont en principe prévues pour octobre 2024. Il y a un tel peuple, qui a reçu le mandat, rend celui-ci.

### Crise politique d'août 2024
Le 19 août, après l'échec par trois fois des partis politiques à former un gouvernement, le président de la République Roumen Radev charge Goritsa Grantcharova-Kojareva, alors vice-présidente de la Cour des Comptes, de former un gouvernement. Le président lui demande de lui proposer une liste de ministres d'ici au 19 août, de sorte à dissoudre le Parlement en vue de la tenue d'un nouveau scrutin le 20 octobre. Elle prête serment le jour même. Le 19 août, alors que Goritsa Grantcharova-Kojareva annonce son nouveau gouvernement, le président Radev refuse de l'approuver car il reconduit Kalin Stoïanov comme ministre de l'Intérieur. Devant le refus de la Première ministre désignée de proposer un autre nom, le président Radev met fin à sa désignation. Stoïanov est soupçonné d'être proche de Delyan Peevski.
Glavtchev se montre disposé à se maintenir en poste en attendant le choix d'un successeur. Le 22 août, il est ainsi chargé de former un gouvernement d'ici le 26 août. Le 27 août, après la formation du nouveau gouvernement, les élections législatives sont ainsi convoquées pour le 27 octobre.

## Système électoral

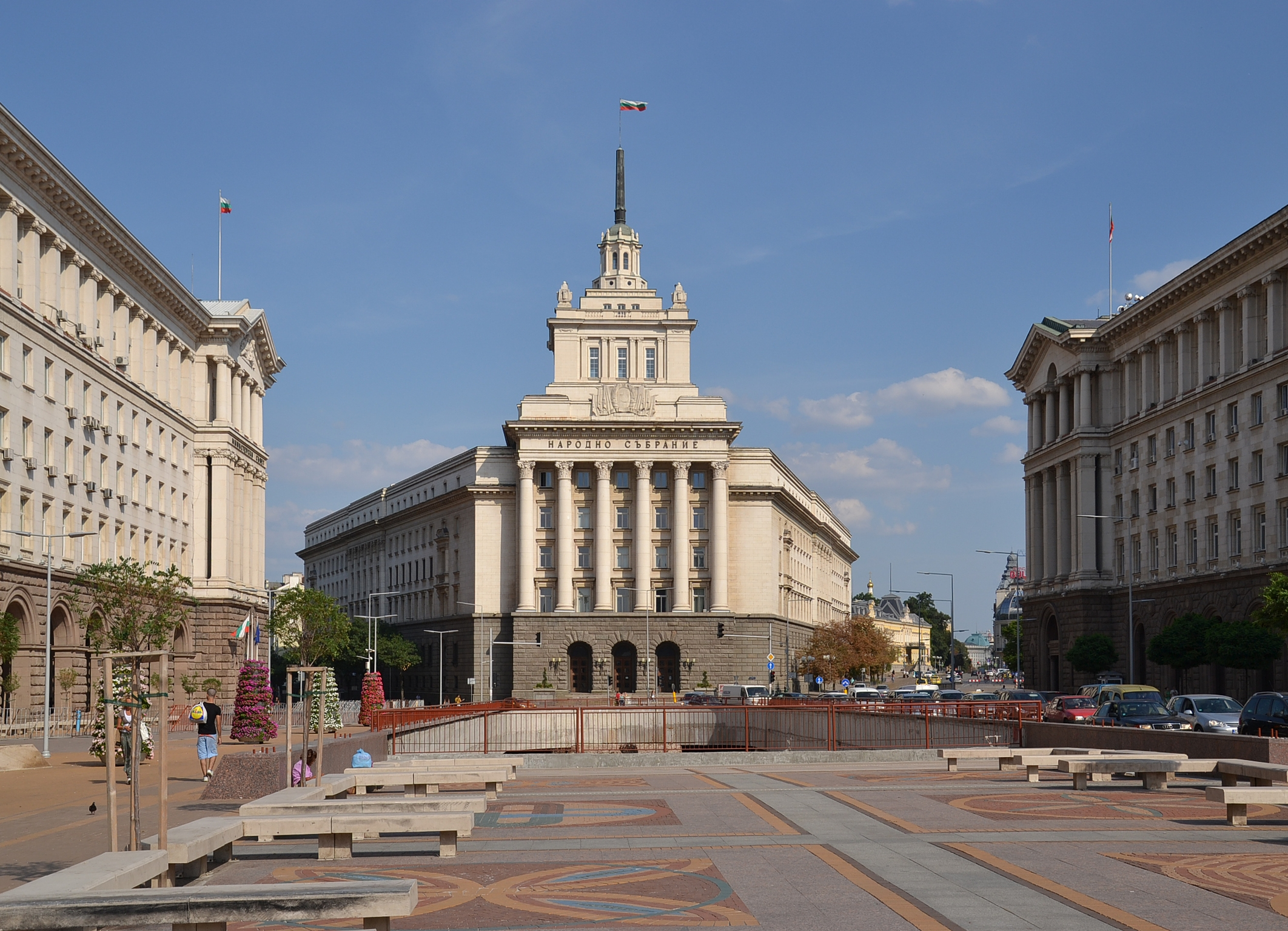
La Maison du Peuple, siège temporaire de l'Assemblée à Sofia.

L'Assemblée nationale (en bulgare : Народното събрание) est composée de 240 sièges pourvus pour quatre ans au scrutin proportionnel suivant la méthode du quotient de Hare dans 31 circonscriptions électorales de quatre à seize sièges. Les listes sont ouvertes, avec la possibilité pour les électeurs d'effectuer un vote préférentiel envers un candidat de la liste choisie afin de faire monter sa place dans celle-ci. Après décompte des suffrages, la répartition est faite entre les listes de candidats ayant atteint le seuil électoral de 4 % des suffrages exprimés au niveau national sur des partis. Les votes pour les candidats indépendants ainsi que ceux « Aucun de ces choix » sont comptés comme des votes valides, mais n'entre pas en compte pour le calcul du seuil,,.
Le système bulgare prévoit un maximum de trois tentatives de formation d'un gouvernement à la suite des élections. Le président confie ainsi en premier lieu cette responsabilité au parti arrivé en tête, puis au deuxième et enfin à un parti de son choix. Si aucun ne parvient à former un gouvernement capable de recevoir le vote de confiance de l'Assemblée, le président nomme un gouvernement d'intérim et convoque de nouvelles élections anticipées dans les deux mois. Cette procédure est également utilisée en cas de chute du gouvernement en cours de législature, le Premier ministre sortant disposant de la première tentative,.

## Forces en présence
| Partis                                                               | Partis | Idéologie | Chef de file                       | Résultats en juin 2024                      |
| -------------------------------------------------------------------- | --- | --- | ---------------------------------- | ------------------------------------------- |
|                                                                      | Citoyens pour le développement européen de la Bulgarie Grajdani za evropeïsko razvitié na Balgaria (GERB)  | Centre droit Libéral-conservatisme, démocratie chrétienne, europhilie                                                                | Boïko Borissov                     | 23,99 % des voix 68 députés                 |
| Union des forces démocratiques Sayouz na demokratitchnite sili (SDS) | Centre droit Conservatisme, démocratie chrétienne, national-conservatisme                                  | Roumen Hristov (en) |                                    | 23,99 % des voix 68 députés                 |
|                                                                      | Mouvement des droits et des libertés - Nouveau départ Dvizhenie za prava i svobodi – Novo nachalo (DPS-NN) | Centre Social-libéralisme | Delyan Peevski                     | Scission du DPS 16,56 % des voix 47 députés |
|                                                                      | Alliance pour les droits et libertés Alians za prava i svobodi (APS)                                       | Centre Social-libéralisme, défense des Turcs de Bulgarie                                                                             | Djevdet Chakarov                   | Scission du DPS 16,56 % des voix 47 députés |
|                                                                      | Nous continuons le changement Prodaljavamé promianata (PP)                                                 | Centre Lutte contre la corruption, réformisme, europhilie                                                                            | Kiril Petkov / Assen Vassilev (en) | 13,92 % des voix 39 députés                 |
| Bulgarie démocratique Demokratitchna Balgaria (DB)                   | Centre droit Libéralisme, réformisme, europhilie, écologie politique                                       | Atanas Atanassov / Hristo Ivanov |                                    | 13,92 % des voix 39 députés                 |
|                                                                      | Renaissance Vazrajdané (V)                                                                                 | Extrême droite Nationalisme, antiaméricanisme, euroscepticisme, conservatisme social, antisystème, russophilie                       | Kostadin Kostadinov (en)           | 13,38 % des voix 38 députés                 |
|                                                                      | BSP - Gauche unie                                                                                          | Centre gauche à gauche Social-démocratie, socialisme démocratique, conservatisme social, neutralité dans la guerre russo-ukrainienne | Atanas Zafirov                     | 6,85 % des voix 19 députés                  |
|                                                                      | Il y a un tel peuple Ima takav narod (ITN)                                                                 | Centre droit à extrême droite ou attrape-tout Populisme, démocratie directe, antisystème, lutte contre la corruption                 | Slavi Trifonov                     | 5,79 % des voix 17 députés                  |
|                                                                      | Grandeur Velichie (Vel)                                                                                    | Extrême droite Populisme de droite Russophilie                                                                                       | Nikolay Markov                     | 4,52 % des voix 13 députés                  |

## Campagne
Le Mouvement des droits et des libertés s'est scindé en deux branches : Mouvement des droits et des libertés - Nouveau départ et Alliance pour les droits et libertés.
La formation de BSP - Gauche unie avec des partis mineurs a provoqué des contestations au sein du Parti socialiste bulgare.

## Résultats
|                          |                                                                |           |       |      |        |               |  |  |  |
| Partis ou coalitions     | Partis ou coalitions                                           | Voix      | %     | +/-  | Sièges | +/-           |  |  |  |
|                          | Coalition GERB-SDS                                             | 642 521   | 25,53 | 1,54 | 66     | 2             |  |  |  |
|                          | Coalition PP-DB                                                | 346 074   | 13,75 | 0,17 | 36     | 3             |  |  |  |
|                          | Renaissance (V)                                                | 325 358   | 12,93 | 0,45 | 33     | 5             |  |  |  |
|                          | Mouvement des droits et des libertés - Nouveau départ (DPS-NN) | 280 246   | 11,13 | N/A  | 29     | 29            |  |  |  |
|                          | BSP - Gauche unie (BSPzB)                                      | 184 361   | 7,32  | 0,32 | 19     | en stagnation |  |  |  |
|                          | Alliance pour les droits et libertés (APS)                     | 182 254   | 7,24  | N/A  | 19     | 19            |  |  |  |
|                          | Il y a un tel peuple (ITN)                                     | 165 191   | 6,56  | 0,77 | 17     | 1             |  |  |  |
|                          | Moralité, unité et honneur                                     | 111 993   | 4,44  | 1,55 | 11     | 11            |  |  |  |
|                          | Grandeur (Vel)                                                 | 97 497    | 3,87  | 0,65 | 10     | 3             |  |  |  |
|                          | Bulgarie bleue                                                 | 26 045    | 1,03  | 0,49 | 0      | en stagnation |  |  |  |
|                          | Réveil bulgare (BV)                                            | 10 311    | 0,41  | 0,14 | 0      | en stagnation |  |  |  |
|                          | Russophiles pour la Bulgarie                                   | 8 855     | 0,35  | Nv.  | 0      | en stagnation |  |  |  |
|                          | Démocratie directe                                             | 7 933     | 0,32  | 0,09 | 0      | en stagnation |  |  |  |
|                          | Autres partis                                                  | 44 118    | 1,75  | –    | 0      | en stagnation |  |  |  |
|                          | Indépendant                                                    | 2 004     | 0,08  | Nv.  | 0      | en stagnation |  |  |  |
|                          | « Aucun de ces choix »                                         | 82 414    | 3,27  | 0,38 |        |               |  |  |  |
|                          |                                                                |           |       |      |        |               |  |  |  |
| Suffrages exprimés       | Suffrages exprimés                                             | 2 517 175 | 97,98 |      |        |               |  |  |  |
| Votes nuls               | Votes nuls                                                     | 51 791    | 2,02  |      |        |               |  |  |  |
| Total                    | Total                                                          | 2 568 966 | 100   | –    | 240    | en stagnation |  |  |  |
| Abstentions              | Abstentions                                                    | 4 050 911 | 61,19 |      |        |               |  |  |  |
| Inscrits / Participation | Inscrits / Participation                                       | 6 619 877 | 38,81 |      |        |               |  |  |  |

## Suites
Les élections donnent un Parlement sans majorité. Ainsi, le GERB négocie avec PP-DB, BSP et ITN. Les négociations échouent avec Bulgarie démocratique. Le président Roumen Radev préfère cependant temporiser avant de donner le premier mandat de formation du gouvernement.
Le 15 janvier, un accord tripartite est obtenu entre le GERB, BSP et ITN pour la formation d'un gouvernement dirigé par un membre du GERB, Rossen Jeliazkov. Ceux-ci obtiennent également le soutien sans participation de l'APS. La composition du gouvernement est dévoilée peu après. Il obtient la confiance de l'Assemblée le 16 janvier par 125 voix pour et 114 voix contre.
Le 13 mars, à l'issue d'un recomptage effectué par la Cour constitutionnelle suite à de multiples contestations, une redistribution des sièges a lieu. Celle-ci voit notamment 16 députés perdre leur siège, dont 5 au sein de la majorité, et le retour au parlement du parti Grandeur, qui était juste en dessous du seuil de 4% des suffrages exprimés dans les résultats initialement publiés.